# باتريك فنسنت
باتريك فنسنت (بالفرنسية: Patrick Vincent)‏ (2 سبتمبر 1955 ستراسبورغ فرنسا - ) هو لاعب كرة قدم فرنسي يلعب كمدافع.

## وصلات خارجية
- باتريك فنسنت على موقع قاعدة بيانات كرة القدم.إي يو (الإنجليزية)